# L'Ampélopède
Pour plus de détails, voir Fiche technique et Distribution.
L'Ampélopède est un film français de Rachel Weinberg, sorti en 1974.

## Synopsis
Dans un village de Sologne, une jeune fille note tout ce qu'elle voit des effets négatifs de l'urbanisation sur son environnement : puis elle imagine l'apparition de l'Ampélopède, créature étrange vivant dans les bois.  

## Fiche technique
- Titre : L'Ampélopède
- Réalisation : Rachel Weinberg
- Scénario : Rachel Weinberg
- Photographie : Claude Becognée
- Musique : Carol Escoffier
- Montage : Philippe Delesalle
- Son : Alain Contreault
- Production : Nanou Films - ORTF
- Pays de production :  France
- Genre : Fantastique
- Durée : 85 min
- Date de sortie : 
  - France : 26 septembre 1974

## Distribution
- Isabelle Huppert : la conteuse
- Jean-Marie Marguet : l'Ampélopède
- Patrizia Pierangeli
- Jean Pignol